# 정산소종
정산소종(正山小種)은 중국 푸젠성 우이 산(武夷山)의 숭안현 동목촌 지역에서 기원한 중국 홍차의 일종이며, 랍상 소우총(Lapsang souchong; 立山小種; 입산소종)이라고도 한다.
큰 범주로 정산소종이라고 말하나, 랍상소종은 정산소종 특유의 자연적인 훈연향을 장기간 운송중에 유지할 수가 없어 인위적으로 훈연향을 입힌 것이다.
무이산은 넓지 않은 지역이기 때문에 그곳에서 나는 정산소종 진품은 매우 귀하며, 사람들이 일반적으로 마시는 시중의 정산소종과 무이산에서 난 진품은 그 맛에 많은 차이가 있다고 한다.
어두운 주황색의 수색(水色)을 갖는 정산소종은 백송(흰소나무)을 태워 위조(萎凋, 말리기)하기 때문에 강한 훈연향이 그 특징이다. 그 향을 한약재 냄새에 비교하는 사람들도 있다. 따라서 기름지거나 짜고 자극적인 음식에 어울리는 음료이다. 보통, 우유나 설탕 등 다른 것을 첨가하지 않고 스트레이트로 마신다. 하이킹이나 장거리 달리기, 암벽 등반 등의 강도 높은 운동을 한 후에도 잘 어울린다고 한다. 이런 강한 훈연향 때문에 정산소종을 처음 접하는 사람들은 거부감을 느끼기도 하며, 일부의 감식가들은 저품질 정산소종의 맛과 향을 담뱃재에 비교하기도 한다. 정산소종은 포트넘 앤드 메이슨 등 일부 홍차 회사의 얼 그레이 블렌딩 등에 쓰이고 있다.
3년 정도 시간이 지난 정산소종은 훈연향이 빠지며 과일향과 단맛이 느껴지게 변화한다.
얼그레이 백작은 트와이닝스에 정산소종(랍생수숑)을 주문하였는데, 유통의 어려움 때문에 그 향을 모방하기 위해 '베르가못 오일'을 넣게되었는데, 이것이 불멸의 레시피라 불리는 홍차 얼 그레이의 탄생이 되었다. 정산소종의 일종인 '금준미', '은준미'는 실제로 베르가못향이 나는데 이를 '귤향'이라 하는 사람이 많다. 이 경우는 차 자체에서 나는 향이지 가향차가 아니다.

## 인지도
세계 최초의 홍차이다. 유럽 사람들이 좋아하는 홍차이다.

## 기원
청나라 시대에 동목촌에 군사들이 쳐들어와서 차를 만들던 사람들이 만들던 차를 놔두고 피신을 갔다. 군사들이 물러간 뒤 다시 돌아와서 보니 차가 이미 발효된 상태였다. 이것을 아깝게 여긴 사람들이 소나무를 태워 차를 건조시켰는데 이것이 정산소종의 기원이다.